# Dionysia (botanica)
Dionysia Fenzl,1843 è un genere di piante della famiglia delle Primulacee.

## Distribuzione e habitat
Il genere Dionysia comprende circa 60 specie, confinate principalmente in Iran e Afghanistan, anche se alcune di esse sono native di Iraq settentrionale, Turchia sudorientale, Tagikistan e Oman. Una o due specie, in particolare Dionysia tapetodes, crescono in un territorio piuttosto ampio e non sono pertanto considerate in pericolo di estinzione; la maggior parte invece è confinata a una sola montagna o a una singola catena montuosa. Dionysia freitagii, che forma grandi cespi verde scuro, vive solo in una zona ristretta dell'Afghanistan settentrionale, sui monti presso la città di Mazār-e Sharīf, mentre la specie affine Dionysia viscidula, molto simile ma più esile, si trova soltanto in una gola della zona nordoccidentale del paese, a circa 1400 m di quota.
Allo stato selvatico quasi tutte le specie crescono sulle rocce, all'ombra o in parziale penombra, in genere sulle scogliere calcaree.

## Tassonomia
Il genere comprende le seguenti specie:
- Dionysia afghanica Grey-Wilson
- Dionysia archibaldii Wendelbo
- Dionysia aretioides (Lehm.) Boiss.
- Dionysia assadii Borjian
- Dionysia aubrietioides Jamzad & Mozaff.
- Dionysia avia Mehregan, Younesi & Lidén
- Dionysia bachtiarica Bornm. & Alex.
- Dionysia balsamea Wendelbo & Rech.f.
- Dionysia bazoftica Jamzad
- Dionysia bornmuelleri (Pax) Clay
- Dionysia bryoides Boiss.
- Dionysia cespitosa (Duby) Boiss.
- Dionysia cristagalli Lidén
- Dionysia curviflora Bunge
- Dionysia denticulata Wendelbo
- Dionysia diapensiifolia Boiss.
- Dionysia esfandiarii Wendelbo
- Dionysia freitagii Wendelbo
- Dionysia gandzhinae Kamelin
- Dionysia gaubae Bornm.
- Dionysia haussknechtii Bornm. & Strauss
- Dionysia hedgei Wendelbo
- Dionysia hissarica Lipsky
- Dionysia involucrata Zapriag.
- Dionysia iranica Jamzad
- Dionysia iranshahrii Wendelbo
- Dionysia jamzadiae Lidén, M.Irvine, Alvén & Mehregan
- Dionysia janthina Bornm.
- Dionysia khatamii Mozaff.
- Dionysia khuzistanica Jamzad
- Dionysia kossinskyi Czerniak.
- Dionysia × kowsariana Zeraatkar & Khajoei
- Dionysia lacei (Hemsl. & G.Watt) Clay
- Dionysia lamingtonii Stapf
- Dionysia leucotricha Bornm.
- Dionysia lindbergii Wendelbo
- Dionysia lurorum Wendelbo
- Dionysia michauxii (Duby) Boiss.
- Dionysia microphylla Wendelbo
- Dionysia mira (Jaub. & Spach) Wendelbo
- Dionysia mozaffarianii Lidén
- Dionysia odora Fenzl
- Dionysia oreodoxa Bornm.
- Dionysia paradoxa Wendelbo
- Dionysia revoluta Boiss.
- Dionysia rhaptodes Bunge
- Dionysia robusta Younesi
- Dionysia saponacea Wendelbo & Rech.f.
- Dionysia sarvestanica Jamzad & Grey-Wilson
- Dionysia splendens Alipour, Mehregan & Lidén
- Dionysia tacamahaca Lidén
- Dionysia tapetodes Bunge
- Dionysia termeana Wendelbo
- Dionysia teucrioides P.H.Davis & Wendelbo
- Dionysia viscidula Wendelbo
- Dionysia viva Lidén & Zetterl.
- Dionysia wendelboi Podlech
- Dionysia zagrica Grey-Wilson
- Dionysia zetterlundii Lidén
- Dionysia zeynepiae Güzel
- Dionysia zschummelii Lidén

## Conservazione
I cambiamenti ambientali e la raccolta delle piantine costituiscono i principali rischi per queste specie dal territorio naturale limitato che, per di più, non ricevono protezione e non sono presenti nelle Liste Rosse; il problema è perciò destinato a peggiorare. Tutte le specie iraniane sono state invece inserite in una lista rossa locale, anche se sono prive di classificazione internazionale; esse comprendono autentiche gemme, come Dionysia michauxii dai fiori gialli e Dionysia janthina, una specie rara e poco conosciuta che forma graziosi e morbidi cuscini di colore argenteo.
L'intero genere dovrebbe ricevere la protezione della CITES, che contribuirebbe a limitare la raccolta illegale di esemplari selvatici.

### Alcune specie in pericolo
- Dionysia afghanica - Presente in una sola località dell'Afghanistan nordoccidentale, questa specie rara vive su un dirupo di roccia calcarea a 1400 m di quota, dove forma bei cuscini di rosette fitte, sui quali sbocciano fiori rosa- viola con un caratteristico "occhio" scuro. Le piante coltivate sono cloni di un singolo esemplare. Lista Rossa: "non elencata".
- Dionysia bryoides - Endemica di alcune località dell'Iran sudoccidentale, vive sui dirupi calcarei, al sole o all'ombra, a 1800–2800 m di quota, e  forma piccoli cuscini di fitte rosette di colore verde scuro. I fiori possono essere rosa chiaro, rosa scuro oppure viola con il centro bianco. Lista Rossa: "non elencata".
- Dionysia lamingtonii - Riscoperta di recente su alcuni dirupi dell'Iran occidentale, a 2850–2950 m di altitudine, questa specie forma cuscini a cupola di colore grigio- verde. I singoli fiori gialli ricoprono completamente la piata. Lista Rossa: "non elencata".
- Dionysia microphylla - Questa specie forma un robusto cuscino, di 15 cm di diametro, composta da foglie simili a scaglie fittamente sovrapposte, I fiori, da viola chiaro a viola scuro, sbocciano a una certa distanza dalle foglie. Endemica dell'Afghanistan nordoccidentale, vive sui pendii o sui precipizi di roccia calcarea, a sole o all'ombra, a 1200–1400 m di quota. Lista Rossa: "non elencata".
- Dionysia mira - Questa specie, che testimonia l'affinità tra le Dionysia e le primule, forma cespi di foglie spolverati di bianco; i piccoli fiori gialli sbocciano gli uni sopra gli altri, come nelle primule a candelabro. Questa è la sola specie che cresce a sud del Golfo persico, sui monti dell'Oman settentrionale, dove vive sulle rocce e sui dirupi calcari, a 1500–1900 m di quota. Protetta in natura, è piuttosto rara un coltivazione. Lista Rossa 1997: "indeterminata".

## Coltivazione
Un tempo considerate molto difficili da coltivare, oggi le Dionysia si trovano in numerose collezioni di piante alpine; le specie originali potrebbero tuttavia scomparire in breve dalle coltivazioni, poiché i floricoltori preferiscono spesso dedicare le proprie attenzioni alle cultivar, più facili da allevare. Le Dionysia sono cugine delle primule e i loro fiori gialli, rosa o viola, che sbocciano su cuscini formati da rosette di piccole foglie, attirano in modo particolare le farfalle.
Nelle regioni a clima umido queste piante hanno bisogno di essere ricoverate in una serra alpina luminosa e ben ventilata; devono essere coltivate in un composto ghiaioso, drenato e innaffiate soltanto alla base. Durante il periodo di crescita queste specie, che possono essere coltivate da seme, richiedono acqua abbondante, mentre nel periodo di dormienza invernale devono essere mantenute appena umide, in modo che non secchino completamente. Come le primule, la maggior parte delle Dionysia è disponibile in due forme, ciascuna caratterizzata da un diverso stilo del fiore (lungo o corto): ogni esemplare produce fiori di un solo tipo. Questa strategia serve a evitare l'inincrocio: perché avvenga la produzione di semi è infatti necessario che una forma si incroci con l'altra. Ogni collezione deve pertanto contenere entrambe le forme della stessa specie.